# Juan Muñoz (Fußballspieler)
Juan Muñoz Muñoz (* 12. November 1995 in Utrera) ist ein spanischer Fußballspieler, der aktuell als Stürmer bei União Leiria unter Vertrag steht.

## Karriere

### Verein
Muñoz begann mit dem Fußball spielen beim FC Sevilla. Dort avancierte er 2014 in dessen zweite Mannschaft, wo er 18 Tore in 47 Ligaspielen erzielen konnte. 2015 erhielt er bei den Sevillistas seinen ersten Profivertrag. Sein Debüt in der Primera División gab er am 8. Februar 2015, mit 19 Jahren, gegen den FC Getafe, wo er die Vorlage zum zwischenzeitlichen 1:1 machte (Endstand: 1:2). Ab Sommer 2016 folgten drei Leihen. Insgesamt machte er während dieser Zeit zehn Tore in 36 Zweitligaspielen für Real Saragossa, Levante und Alcorcón. Nachdem er nach seiner Rückkehr keinen Stammplatz bei Sevilla hatte, wechselte er 2019 zu Ligakonkurrent CD Leganés, wo er einen Vertrag bis 2023 unterschrieb. Im September desselben Jahres wurde er wieder an UD Almería verliehen, wo er Stammspieler war und neun Tore in 34 Partien schoss. Nach seiner Rückkehr debütierte er für Leganés am 1. Spieltag gegen UD Las Palmas, wo er den Siegtreffer zum 1:0-Endstand erzielte. Im Sommer 2023 wechselte Muñoz in die polnische Ekstraklasa zu Zagłębie Lubin. Nach einer Saison folgte ein weiterer Wechsel, diesmal nach Portugal zu União Leiria.

### Nationalmannschaft
Muñoz spielte bislang einmal für die spanische U-19-Nationalmannschaft. In dem Spiel gegen Serbien schoss er einen Doppelpack und trug damit zum 4:0-Erfolg bei.

## Erfolge
- UEFA Europa League: 2015, 2016